# دید (هواشناسی)

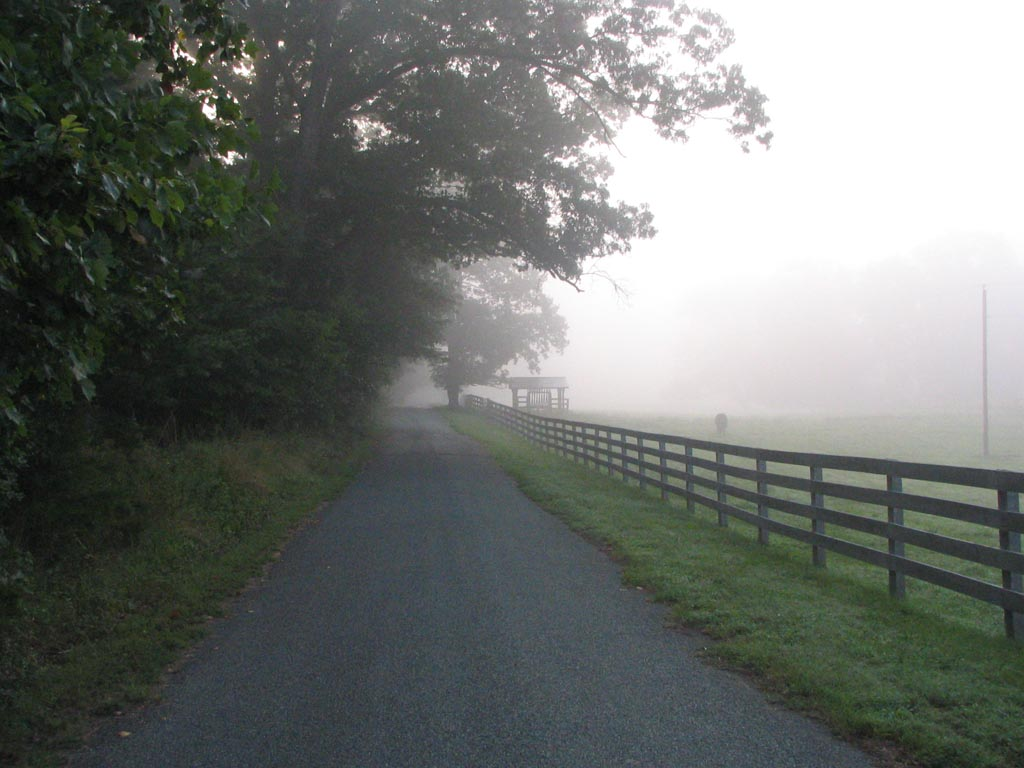
جاده ای در مه صبحگاهی

دید در هواشناسی اندازهٔ فاصله ایست که در آن یک شیء یا نور می‌تواند تشخیص داده شود. دید به وسیلهٔ مشاهدات هواشناختی و کد متار با واحدهای متر یا مایل رسمی بسته به کشور اندازه گیری می‌شود. دید بر همهٔ شکل‌های حمل و نقل از جمله حمل و نقل جاده‌ای، دریانوردی و هوانوردی اثرگذار است. دید هواشناختی به شفافیت هوا بستگی دارد: دید هواشناختی در تاریکی با دید هواشناختی در روز در یک هوای یکسان هیچ تفاوتی ندارد. دید هواشناختی در احداث رصدخانه‌ها و همچنین فعالیت‌های آماتوری رصدی اهمیت فراوان دارد.